# Distrito de Riego y Drenaje La Ramada
El distrito de riego y drenaje La Ramada es una obra de ingeniería que a través de canales, esclusas, compuertas y estaciones de bombeo, permite el riego y el drenaje de agua de la cuenca occidental del río Bogotá de la sabana de occidente de Bogotá. La Ramada se extiende por los municipios de: Mosquera, Tenjo, Funza, Cota, Madrid y Bojacá.
El área por la que se extiende el distrito de riego es de 13.140 hectáreas beneficiando a un promedio de 850 usuarios que cultivan en estos seis municipios, beneficiando 13 000 hectáreas de cultivo que se encuentran en estos seis municipios.
Debido a las condiciones topográficas de esta zona, en las épocas de lluvia se producen inundaciones y encharcamientos de los terrenos situados en la ribera del río Bogotá y los terrenos cercanos a la Ciénaga Humedal del Gualí y la Laguna de la Herrera. Por esta razón los distintos grupos poblacionales que han habitado estos terrenos han desarrollado sistemas de riego para mejorar el cultivo de estas zonas.
En 1923 el secretario de obras públicas de Cundinamarca, ingeniero Enrique Uribe Ramírez, realizó un estudio para hacer una esclusa (compuerta) sobre el río Bogotá en cercanías a la hacienda de La Ramada y su forma de financiación por el impuesto de valorización. Posteriormente, el entonces Ministerio de Minas y Economía se hizo cargo de la ejecución de la obra que incluyó además una serie de canales que se abastecían de agua desde la Ciénaga del Gualí para irrigar los predios en verano, para luego a su vez en invierno drenar las aguas del lugar por medio de los mismos canales y finalmente botarlas de nuevo al río Bogotá a través la estación de El Tabaco, cerca de la confluencia del río Balsillas con el río Bogotá. Derruida la esclusa por una fuerte crecida del río Bogotá, la obra fue replanteada por nuevos estudios y finalmente construida entre 1936 y 1939 por el entonces Ministerio de Minas y Economía.
Con la posterior creación del Instituto de Aprovechamiento de Aguas y Fomento de Energía Eléctrica por la ley 80 de 1946, la obra de la “Esclusa de La Ramada” pasó a manos de dicha entidad y se sumaba así los esfuerzos de regulación del caudal del río Bogotá para usos de riego y para generación de energía eléctrica. Los distintos usos con fines de irrigación, generación de energía eléctrica y provisión de agua potable que se le dan a las aguas del río Bogotá y sus afluentes, dan origen a la Comisión de Aguas de la Sabana por Decreto n.º 173 de 1958 para luego ser disuelta y dar origen a la Corporación Autónoma Regional de la Sabana de Bogotá y de los Valles de Ubaté y Chiquinquirá (CAR) por ley 3.ª de 1961, entidad que a la fecha mantiene la operación y mantenimiento del Distrito de Riego y Drenaje de La Ramada.

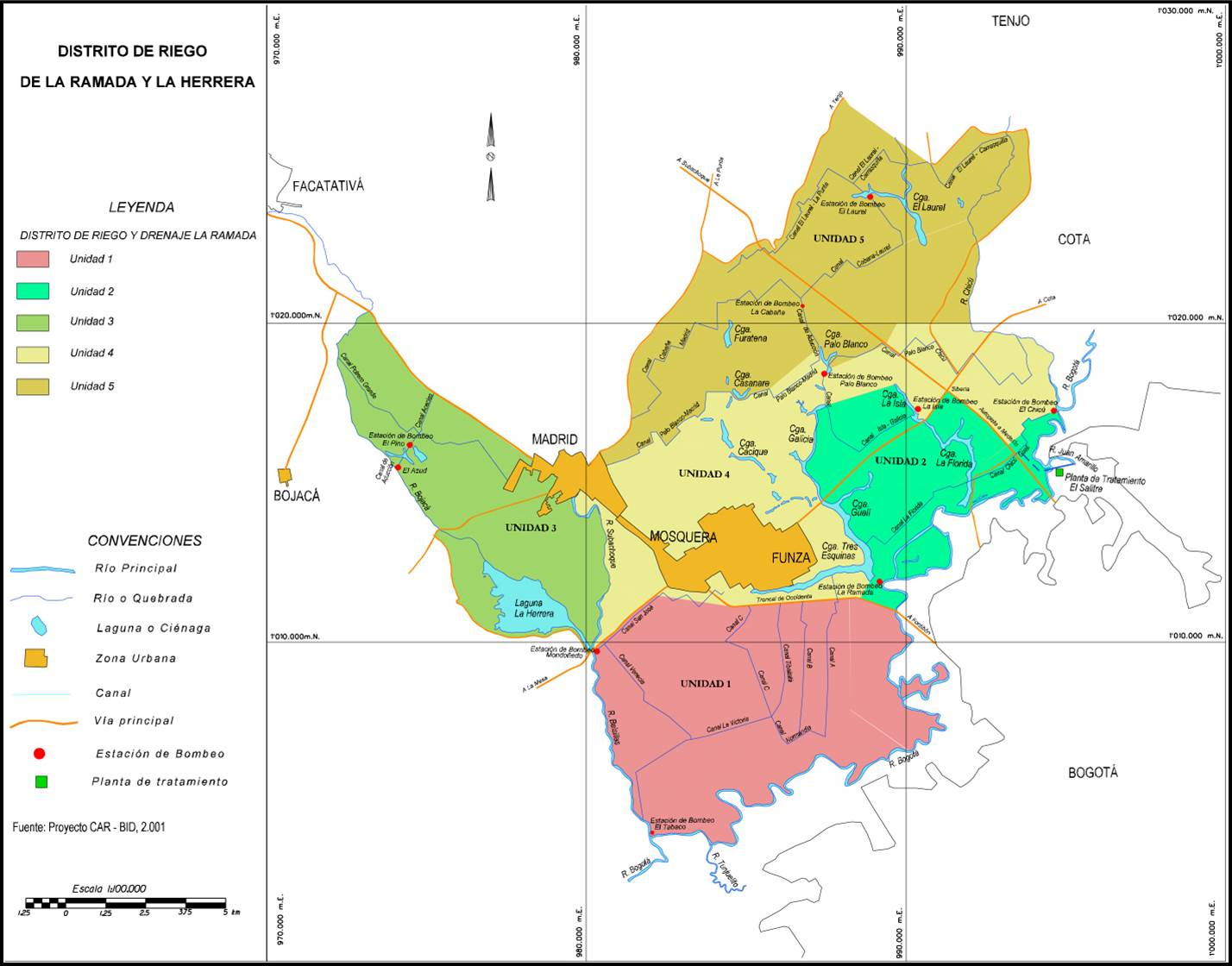
Mapa del trazado de las principales zonas del Distrito de Riego La Ramada. Proyecto CAR-BID,2001

En 1969 la CAR mejora el sistema de recolección de aguas al implementar unas baterías de bombas en la estación de La Ramada, y con la progresiva contaminación de la que es víctima el río Bogotá, el punto de recolección de aguas se traslada de La Ramada en 1988 a la estación de bombeo de El Chicú, cerca de la confluencia del río Chicú con el río Bogotá. En el mismo año de 1988 se amplía la infraestructura del Distrito de Riego con la construcción del canal La Florida y la estación de bombeo de La Isla en Funza y Mondoñedo en Mosquera, añadiendo la totalidad del humedal Gualí y la laguna de La Herrera al funcionamiento del Distrito de Riego y completando la infraestructura en funcionamiento a la actualidad.

## Antecedentes precolombinos del riego en la Sabana

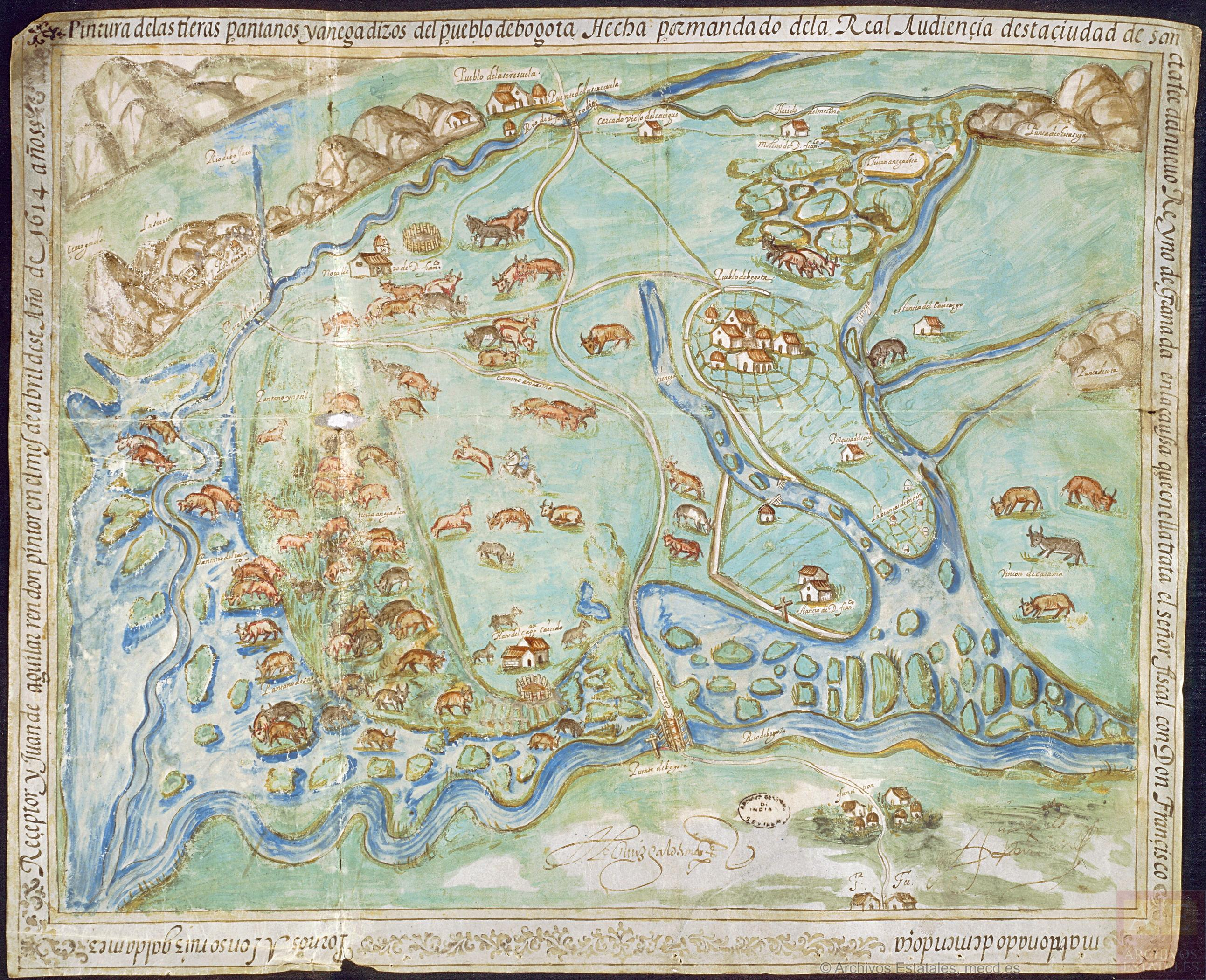
Juan de Aguilar Rendón "Pintura de las tierras, pantanos y anegadizos del pueblo de Bogotá". 1614

El poblamiento de los territorios de la sabana de occidente se llevó a cabo gracias al desarrollo de diversos sistemas de riego. La adecuación de tierras en las riberas del río Bogotá por medio de canales ya habían sido realizadas por antiguos habitantes de la Sabana como fueron los Muiscas. Entre los siglos X y XVI d. C. los muiscas construyeron una serie de canales a lo largo del río Bogotá cuyo trazado era perpendicular al curso del río. Dichos canales eran acompañados de elevación de tierra a lado y lado del canal hechos con la tierra extraída de los canales, formando lo que se conocen como “camellones”, y en cuya superficie los muiscas practicaban sus cultivos. Debido a la extensión de dichos camellones a lo largo de la cuenca media del río Bogotá y a ambas riberas del río, ya que la principal fuente de documentación de dicha evidencia son fotografías áreas de la zona, dichos camellones forman describen un patrón de “espina de pescado”, en razón del parecido con la columna vertebral de un pez.
Dichos canales o montículos estaban elevados de la superficie, protegiéndose de las inundaciones donde el nivel freático era constante. De acuerdo a la funcionalidad de los canales existían aquellos que prevenían la erosión, ya que eran terrazas que servían para conservar la humedad aumentando el depósito de sedimentos en grandes zanjas, los canales se convertían también en reservas de humedad para las sequías.
Tales formas de cultivo se abandonaron una vez se consolidó la presencia española en la Sabana de Bogotá. Con la fundación de la ciudad de Santa Fe en 1538 por Gonzalo Jiménez de Quesada, uno de sus compañeros de expedición, Antón de Olalla, se le otorgó en encomienda los indios que habitaban lo que es hoy Funza, Mosquera y Madrid, lo que le daba derechos sobre el trabajo de dichos indios a cambio del deber de evangelizarlos. Con la adquisición de una estancia que daría origen a la hacienda “El Novillero” (área ocupada en la actualidad por el Serrezuela Country Club) y la adhesión de predios vecinos por herencias y compras, se conformó hacia 1614 la Dehesa de Bogotá, tierra con una extensión de 45.000 hectáreas aproximadamente y dedicada a la agricultura y la recién introducida ganadería para dar abasto a la ciudad de Santa Fe de Bogotá. Con la disminución drástica de la población indígena por motivo de las enfermedades introducidas por los españoles y las guerras libradas con ellos, los indígenas de la región no volvieron a hacer uso de los sistemas de riego durante esta época, pues la población se concentró en otros lugares. 
La preocupación por retomar obras de riego en la zona vino más por las ansias de desaguar la zona que propiamente hacer uso del agua para regadío. Así, en 1875 William Wills, ciudadano británico que se estableció en la Sabana, recomendó: “desaguar todas las lagunas, pantanos y terrenos que se inundan periódicamente en la sabana de Bogotá, desde Suesca, al norte de Zipaquirá, hasta Tequendama, por el sur, y desde la hacienda de Cortés, cerca de Bojacá, pasando por Balsillas, en dirección de oeste a este, hasta la confluencia de los ríos Serrezuela y Bojacá con el río Bogotá”.
En 1910 y 1917 se presentaron inundaciones que causaron gran inquietud y lograron empezar a contemplar la creación de un sistema de drenaje emergente. En 1923 el ingeniero Enrique Uribe Ramírez, jefe de la sección de obras públicas del departamento de Cundinamarca, fue el encargado de evaluar los riesgos, los afectados y las soluciones para aliviar las inundaciones del río Bogotá de 1910 y 1917 que afectaron los caminos que conectaban Bogotá con Facatativá y el ferrocarril de la sabana. Finalmente, la construcción entre 1936 y 1939 de los canales y la esclusa de La Ramada retomarían a gran escala las labores de irrigación que se habían abandonado por un periodo de cuatro siglos.

## Características geográficas
El Distrito de Riego La Ramada abarca una zona de 13.140 hectáreas divididas en tres unidades de operación ubicadas en los municipios de Mosquera, Tenjo, Funza, Cota, Madrid y Bojacá. En el municipio de Mosquera y parte de Funza se encuentra la “Unidad I: La Ramada” que abarca 6.500 hectáreas siendo la de mayor antigüedad en operación. La infraestructura en dicha unidad se compone de las estaciones de bombeo de Mondoñedo, La Ramada y El Tabaco. Dicha unidad tiene como canales principales el canal Tibaitatá, canales A, B y C, canal Venecia, canal La Victoria, canal San José y canal Normandía. 
En el municipio de Funza y parte de Cota y Tenjo se encuentra la “Unidad II: La Isla” que abarca 2.540 hectáreas y fue construida como ampliación del distrito de riego en la década del ochenta del siglo XX. Dicha unidad consta de las estaciones de bombeo de La Isla y El Chicú y sus principales canales son el canal Chicú-Gualí y canal La Isla.
En el municipio de Bojacá y Madrid se encuentra la “Unidad III: Bojacá-La Herrera” que abarca 4.100 hectáreas y también fue construida en la década de los ochenta del siglo XX como ampliación del distrito de riego. La unidad consta de la estación de bombeo de El Pino y los canales de Potrero Grande, El Pedregal y el río Bojacá que está canalizado.

### Impacto ambiental
El impacto ambiental que genera el Distrito de Riego La Ramada es positivo en épocas de lluvia, en la medida en que facilita la extracción de aguas previniendo que los estragos causados por las inundaciones generen daño ambiental y a la comunidad en sus propiedades. Así mismo, sus diferentes conexiones con cuerpos de agua, aporta en la recuperación del hábitat del conjunto de ciénagas del occidente de la Sabana y de la laguna la Herrera, que mediante el flujo constante de sus aguas posibilitan el mantenimiento de la biodiversidad de estos humedales, componentes fundamentales del ecosistema hídrico del río Bogotá. La interacción entre sus componentes físicos, químicos y biológicos (los suelos, el agua, la flora y la fauna) hacen que el Distrito de Riego La Ramada desempeñe muchas funciones vitales, entre las que se cuentan: protección contra tormentas y mitigación de inundaciones; purificación de las aguas mediante la retención de nutrientes, sedimentos y contaminantes; almacenamiento de agua y estabilización de las condiciones climáticas locales, particularmente de la precipitación y la temperatura; conservando así el equilibrio natural y protegiendo a las especies de la zona.

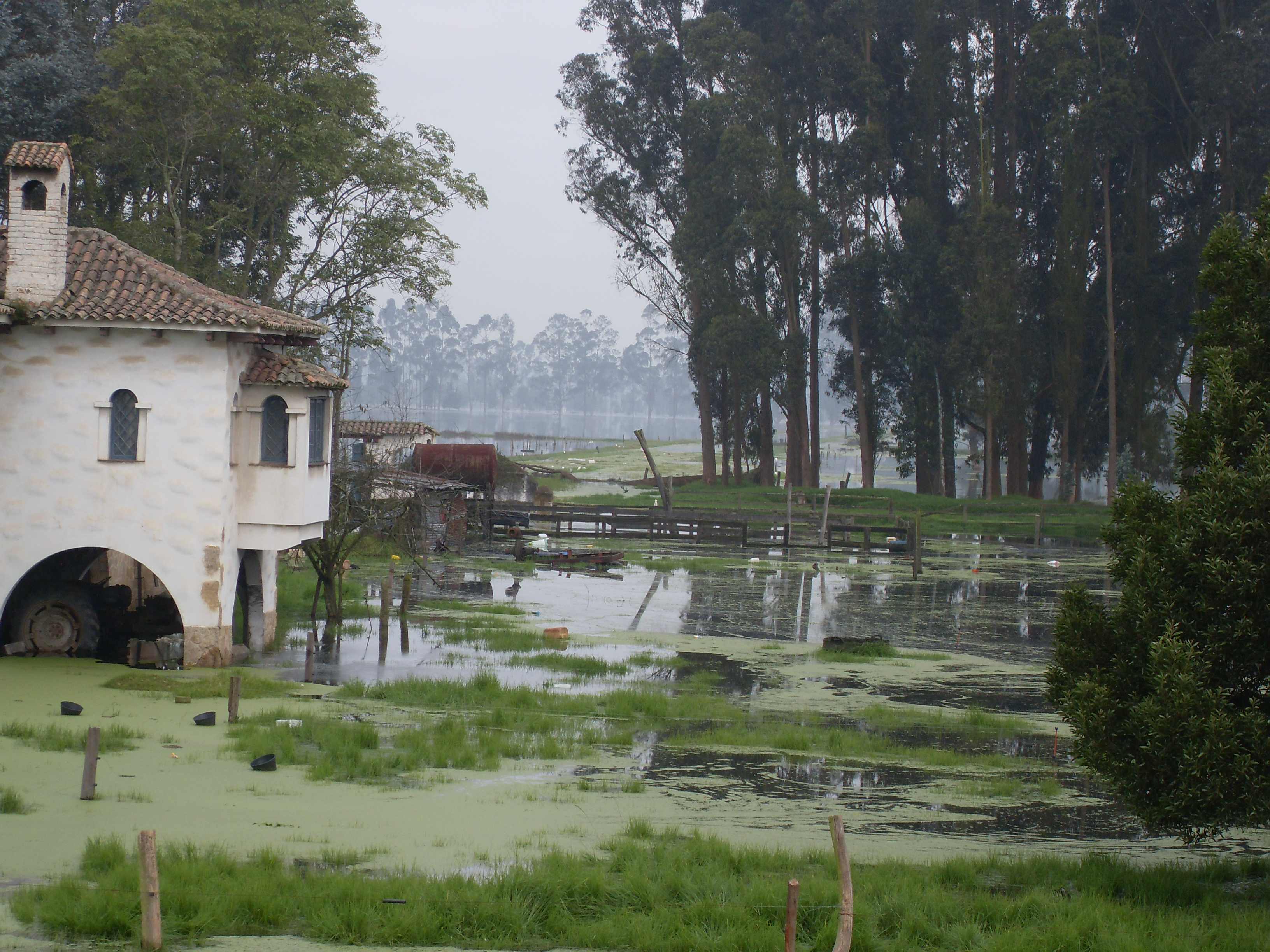
Las aguas alcanzaron niveles alarmantes durante la ola invernal de diciembre de 2010

### Inundaciones de 2010 - 2011 y actualidad
En los años 2010 y 2011, durante la temporada invernal en Colombia de 2010 y 2011 la “Unidad I: La Ramada” del distrito de riego y drenaje de La Ramada sufrió importantes inundaciones. La fuerte ola invernal que sufrió el país en diciembre de 2010 y enero de 2011 dejó un saldo de 1278 hectáreas inundadas en Mosquera, por causa de la rotura de un jarillón sobre el río Bogotá en cercanías a la confluencia con el río Fucha en la frontera de Mosquera con la localidad de Fontibón. Dicha rotura generó la inundación de varias fincas que quedaron entre 1 y 2 metros debajo del agua. Por las condiciones geográficas de Mosquera, y en particular la Unidad I del distrito de riego, el impacto de las inundaciones tuvo consecuencias bastante graves para los agricultores de esta zona, pues estas fincas se encuentran por debajo del nivel de elevación del río Bogotá y de los canales de la unidad. No obstante, los distintos canales, estaciones de bombeo y estaciones de desagüe de todo el distrito de Riego La Ramada, ayudaron a que las inundaciones no fueran tan graves como en el resto del área de influencia del río Bogotá. Debido a que la zona con riesgo de inundación es más del doble de que lo que se inundó en 2010-2011, la infraestructura del Distrito de Riego y Drenaje de La Ramada es vital para las tareas de control de inundaciones, como cada vez reconocen más las autoridades en el asunto.
Los proyectos de nuevas urbanizaciones en las zonas del Distrito de Riego y Drenaje de La Ramada amenazan con entorpecer las capacidades de drenaje de esta zona de la Sabana de Occidente y desaparecer la construcción original del Distrito de Riego, sin dar una solución a las inundaciones periódicas que sufre la región. Debido precisamente a dicho riesgo de inundación y las funciones de carácter ambiental que tiene el Distrito, la CAR no ha podido entregar a la asociación de usuarios del Distrito de La Ramada, ASORAMADA, la administración del mismo, porque dichas funcionales medioambientales del Distrito no pueden ser trasladadas a los usuarios por ser de competencia exclusiva de la CAR.